# Sophie Charlotte Ackermann
Pour les articles homonymes, voir Ackermann.
Sophie Charlotte Ackermann, née Sophie Charlotte Bierreichel le 12 mai 1714 à Berlin et morte le 13 octobre 1792 à Hambourg est une actrice de théâtre prussienne.

## Biographie
Le père de Sophie Charlotte Bierreichel est un colleur de feuille d'or. En 1734, elle épouse l'organiste Johann Dietrich Schröder. Le mariage n'est pas heureux aussi le couple se sépare sans divorcer en 1738. Brodeuse jusqu'alors, elle devient membre de la troupe théâtrale de  Johann Schönemann à Lunebourg en 1740 et rencontre rapidement le succès. À partir de 1740, son deuxième mari, Konrad Ernst Ackermann rejoint la troupe. Tous deux quittèrent cette troupe en 1742 à la suite d'une dispute. La même année, Schröder prend la tête de sa propre troupe d'acteurs, à laquelle appartient également Konrad Ernst Ackermann. En 1744, la troupe est ensuite dissoute en raison du peu de succès rencontré, du décès de Schröder et de la naissance de son fils Friedrich Ludwig Schröder.
Dans les années qui suivent, elle brode pour subvenir aux besoins de sa famille. Elle retourne sur scène en 1746 et part en tournée avec la troupe de Johann Baptist Hilverding. Elle se rend ainsi à Danzig (1746), Königsberg (1747), Saint-Pétersbourg et Moscou (1748). À Moscou, en 1749, elle se marie avec Konrad Ackermann. En 1751, il fonde à Königsberg la troupe Ackermann rejointe par l'acteur Konrad Ekhof en 1763. Sophie Ackermann joue pour cette troupe ainsi que leurs deux filles, Dorothea (1752–1821) et Charlotte (1757–1775).
À la suite de la guerre de Sept Ans, la troupe de théâtre quitte la Prusse-Orientale et se donne de nombreuses fois en Allemagne. La troupe fait la rencontre de Gotthold Ephraim Lessing à Berlin en 1755 et interprète la première de sa Miss Sara Sampson. Sophie Ackermann y joue Lady Marwood. La troupe part en tournée à Varsovie, Leipzig, Zurich et Strasbourg puis s'installe à Hambourg en 1764. Là, Sophie Ackermann devient une actrice en vue et aime se comparer à Friederike Neuber, l'une des plus célèbres actrice de théâtre dans l'histoire du théâtre allemand. En 1767, elle prend avec son mari la direction du nouveau théâtre fondé dans Hambourg.  
Après la mort de son mari en 1771, elle se produit rarement. Elle termine sa carrière sur scène en 1772. Sa fille Charlotte Ackermann (de) annonce les plus remarquables dispositions pour le théâtre mais elle meurt prématurément en 1775. En 1780 elle abandonne la direction de la troupe Ackermann. Elle consacre les dernières années de sa vie à la formation de jeunes actrices.